# Экспортёр
Экспортёр — сторона в международных экономических отношениях, поставляющая товары, услуги, труд, капитал, другие предметы международной торговли другой стороне (импортёру), которая использует их для производства других товаров, услуг или потребляет.
В качестве экспортёра могут выступать:
- индивидуальные предприниматели
- предприятия, организации, корпорации (юридические лица)
- государство

В анализе мировой торговли товарами, работами, услугами используется понятие страны-нетто-экспортёра и страны-нетто-импортёра. Для страны нетто-экспортёра характерно существенное превышение объёма экспорта над объёмом импорта

## Крупнейшие страны-экспортёры
Крупнейшими странами-экспортёрами, доля которых в мировой торговле превышает 2 %, по данным статистического справочника ОЭСР в 2007 году являются:
| Место | Страна                            | Доля в мировой торговле товарами и услугами, % |
| ----- | --------------------------------- | ---------------------------------------------- |
| 1     | Германия                          | 9,52                                           |
| 2     | Китай                             | 8,81                                           |
| 3     | США                               | 8,41                                           |
| 4     | Япония                            | 5,13                                           |
| 5     | Франция                           | 3,97                                           |
| 6     | Нидерланды                        | 3,96                                           |
| 7     | Италия                            | 3,53                                           |
| 8     | Великобритания                    | 3,14                                           |
| 9     | Бельгия                           | 3,09                                           |
| 10    | Канада                            | 3,01                                           |
| 11    | Ю. Корея                          | 2,69                                           |
| 12    | Россия                            | 2,57                                           |
| Итого | Двенадцать крупнейших экспортёров | 57,83                                          |